# Mai 1941 (guerre mondiale)
Chronologie de la Seconde Guerre mondiale
Avril 1941 - Mai 1941 -  Juin 1941
- 3 mai : 
  - L’Allemagne et l’Italie se partagent la Slovénie;

- 10 mai : 
  - Rudolf Hess est capturé en Écosse après avoir sauté hors de son avion.

- 11 mai : 
  - création de l'Institut d'étude des questions juives, officine de propagande antisémite, financée par les nazis (Theodor Dannecker) et dirigée par des agitateurs antisémites français : Paul Sézille, René Gérard...

- 13 mai : 
  - Entrevue Hitler-Darlan.

- 14 mai : 
  - Première rafle de juifs organisée par la Préfecture de Police.

- 15 mai : 
  - Création du Front national, mouvement de résistance communiste français.

- 20 mai : 
  - Les parachutistes allemands sautent sur la Crète.

- 23 mai : 
  - Hitler donne une directive pour collaborer avec les mouvements nationalistes arabes du Proche-Orient contre le Royaume-Uni.

- 24 mai : 
  - Le croiseur de bataille britannique HMS Hood est coulé par le cuirassé allemand Bismarck : 1 416 marins périssent ;
  - Le gouvernement grec quitte la Crète pour Le Caire.

- 26 mai : 
  - Échange de tirs entre le cuirassé allemand Bismarck et le destroyer polonais Piorun qui signale la position du Bismarck à la flotte britannique.

- 27 mai : 
  - Après une longue poursuite, le cuirassé allemand Bismarck est endommagé par la flotte anglaise, les cuirassés Rodney et  King George V et le croiseur Dorsetshire, à 790 miles de Brest au nord de la France. Son gouvernail est endommagé, rendant le cuirassé incontrôlable. L'équipage du Bismarck ne voulant pas le laisser tomber aux mains des Anglais, le saborde.

- 28 mai : 
  - Les forces du Royaume-Uni et du Commonwealth commencent à évacuer la Crète.

- 31 mai :
  - Armistice entre le royaume d'Irak et le Royaume-Uni.